# Vincenzo Galeotti
Vincenzo Galeotti (født Vincenzo Tomasselli) (født 5. marts 1733 i Firenze, død 16. december 1816 i København) var en italienskfødt solodanser, balletmester og koreograf, der virkede i København fra 1775 til sin død.
Vincenzo Tomasselli opgav ifølge August Bournonville det medicinske studium for at lære dans og musik hos Gasparo Angiolini de:Gasparo Angiolini og muligvis senere hos Jean Georges Noverre. I 1759 nævnes han første gang som solodanser under navnet Galeotti på en plakat fra San Morse teatret i Venezia. Senere optrådte han på Teatro San Benedetto hvor han 1765 blev balletmester. 
Efter at have virket som balletmester ved flere venezianske operateatre kom han 1769 til den italienske opera i London på King's Theatre, Haymarket . Året efter blev han balletmester ved operaen hvor Johan Christian Bach var kapelmester. I 1775 engagerede Paolo Scalabrini Galeotti til Det Kongelige Teater og i 1781 fik Galeotti dansk indfødsret og blev ansat som balletmester på livstid. I de over 40 år han ledede balletten skabte han grundlaget for hvad man i dag kan kalde verdens ældste ubrudte ballettradition, en tradition der videreførtes af August Bournonville og mange senere balletmestre. 
Som balletreformator ønskede Galeotti at ballet blev en selvstændig kunstart og ikke blot afvekslende indslag i andre forestillinger. Balletten skulde være et mimisk kunstværk, med handling og intrige, som dannes og løses på en dramatisk naturlig og anskuelig måde, sådan at solo- og ensembledanse fremgår som en selvfølge af handlingen, ikke afbrydes af den, men bringer den videre. 

## Balletmesteren
Knud Lyne Rahbek, der var en nådesløs kritiker, understregede Galeottis ”mesterlige Brug af Balletchoret eller Figuranterne", mens Adam Oehlenschläger fremhævede at Galeotti „af Kobbere og Malerier havde studeret de bedste Mestre; den simple Storhed i Stillingerne, som man finder hos Rafael, vidste han højst fortræffeligt at giengive".
Da Galleotti tiltrådte var der et begrænset personale til rådighed. I løbet af sine ca. 40 år som chef lykkedes det at tiltrække flere dygtige dansere. F.eks. Antoine Bournonville, men også Anine Frølich, M. C. Bjørn og Margrethe Schall. Selv blev Galeotti ved med at optræde i mimiske roller frem til 1811. August Bournonville oplevede Galeotti som Lorenzo i Romeo og Giulietta. Da var han 78 år, men optrådte „med apostolisk Værdighed". 
I 1812 blev Galeotti ridder af Dannebrog, hvilket var højst usædvanligt for en scenekunstner på den tid, og i 1814 blev han titulær professor. Hans ca. 48 balletter var (ifølge DBL 1905) blevet opført 2148 gange. Derudover komponerede Galeotti 16 mindre pantomimer og leverede danse og optog til 25 skuespil.

## Balletterne
Han debuterede i København d. 20. oktober 1775 med balletten Kongen paa Jagt, der ligesom Zigeunernes Lejr var bearbejdelser af Gasparo Angiolinis værker. Hans egne værker var ofte ballettiserede udgaver af franske tragedier eller moralske fortællinger. Den eneste ballet der overlevede hans efterfølger blev komedien Amors og Balletmesterens Luner (1786), som samtidig er den ældste ballet i Europa der danses i sin originale koreografi og musik (af Jens Lolle). Den er opført mere end 500 gange, f.eks, i ny opsætning i 1972/73). Senere eksperimenterede Galeotti med nye former, f.eks. indlagte sange, men også mere hjemlige eller nordiske temaer. Rolf Blaaskæg (1808) var i den grad fyldt med skrækromantik at "flere Nervetilfælde fandt Sted blandt Tilskuerne", hævder August Bournonville. 
- Kongen paa Jagt (1775)
- Zigeunernes Lejr (1775)
- Statuen (1778)
- Marybones Have i London (ca. 1775-1780)
- Linna og Valvais (ca. 1775-1780)
- L’orphelin de la Chine (ca. 1775-1780)
- Kjærligheds og Mistankens Magt (ca. 1775-1780)
- Amors og Balletmesterens Luner (1786)
- Semiramis (1787)
- Telemach paa Kalypsos Ø (1792)
- Lagertha (1801)
- Bjærgbøndernes Bøn og Spejlet (1802)
- Nina eller den vanvittige af Kjærlighed (1802)
- Rolf Blaaskiæg (1808)
- Romeo og Giulietta (1811)
- Annette og Lubin
- Laurette
- Macbeth